# 火山島

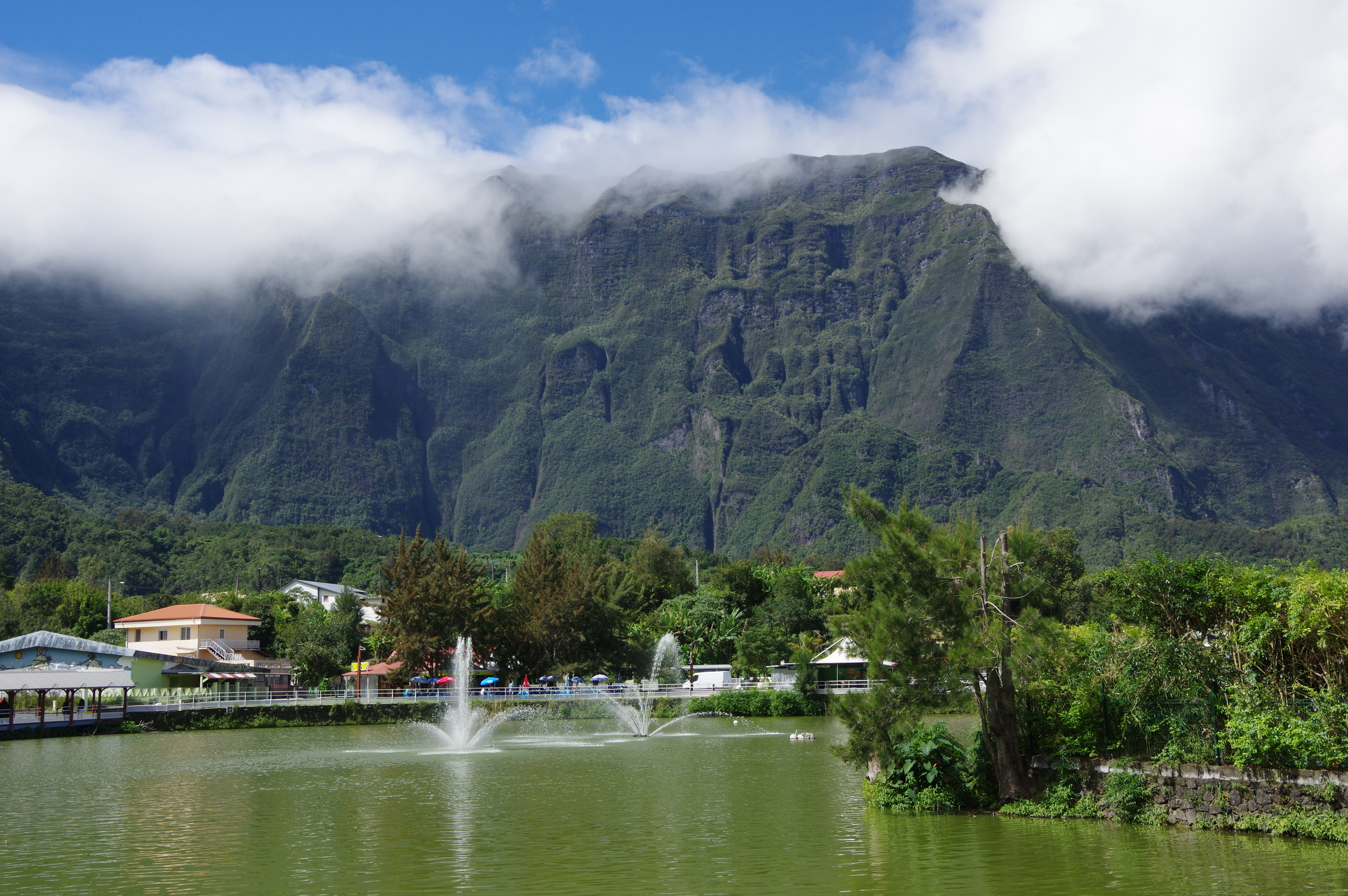
火山島であるレユニオン島

火山島（かざんとう、英: volcanic island）は、火山体の一部が海面上に現れて島となっているもの。また、少なくとも大部分が火山地形が明瞭に残っている火山体で構成される島とも定義される。
火山島は往々にして線状に列をなして分布する。ハワイ諸島のように新しいものから古いものが順に並ぶ例もある。火山島が徐々に沈降し、サンゴの成長が沈降のペースに追いついて海面まで達するとサンゴ礁を形成することもある。
火山島を研究すれば地下のマグマの性質が分かるのではないかと学術的に注目され、研究の結果大きく2種類に分類できることが分かった。太平洋をほぼ取り囲むように安山岩線と呼ばれる境界があり、その外側の火山島は（主に）カルクアルカリ岩系の安山岩や流紋岩で構成される。安山岩線の内側の火山島は（主に）アルカリ岩系またはソレアイト質岩系の玄武岩で構成される。玄武岩から構成される火山島のうち、風化が進行していないものでは土壌が少なく、植生も乏しい。トンガのニウアフォオウ島などが好例である。一方、風化が進行しているものでは土壌が豊富で農業も可能である。ハワイ諸島、ソシエテ諸島、サモア諸島、ラロトンガ島などがこれに当たる。なお、一般にポリネシアの火山島は鉱物資源を産出しない。